# 傲音プログレッシヴ
『傲音プログレッシヴ』（ごうおんプログレッシヴ）は、HIGH and MIGHTY COLORの2枚目のオリジナルアルバム。2006年4月5日にSME Recordsから発売された。

## 概要
前作『G∞VER』から7ヶ月ぶりのリリース。シングル「STYLE 〜get glory in this hand〜」と「一輪の花」を含む、全14曲を収録。初回盤はピクチャーレーベル仕様。
前作とはうって代わって曲名に日本語が多用されている。発売から2ヶ月間は2,500円（税込）で発売されるという予定だったが、実質3か月後の7月26日に通常価格盤2,913円（税抜）が新たに発売された。
アルバムタイトルは、「GO ON」「轟音」と、バンド名の意味にちなんだ「傲慢な音」のトリプルミーニングの『傲音』と「突き進む」の意の『プログレッシヴ』を合わせている。
ハイカラのアルバムの中で、最もタイアップ曲の多いアルバムである。

## 収録曲
| 全作詞・作曲・編曲: HIGH and MIGHTY COLOR。 |                                      |                       |                       |      |
| #                                           | タイトル                             | 作詞                  | 作曲・編曲            | 時間 |
| 1.                                          | 「一輪の花」                         | HIGH and MIGHTY COLOR | HIGH and MIGHTY COLOR | 3:41 |
| 2.                                          | 「for Dear...」                      | HIGH and MIGHTY COLOR | HIGH and MIGHTY COLOR | 4:19 |
| 3.                                          | 「"Here I am"」                      | HIGH and MIGHTY COLOR | HIGH and MIGHTY COLOR | 4:39 |
| 4.                                          | 「宝石の涙」                         | HIGH and MIGHTY COLOR | HIGH and MIGHTY COLOR | 4:30 |
| 5.                                          | 「水玉ラムネ」                       | HIGH and MIGHTY COLOR | HIGH and MIGHTY COLOR | 4:12 |
| 6.                                          | 「背徳の情熱」                       | HIGH and MIGHTY COLOR | HIGH and MIGHTY COLOR | 4:48 |
| 7.                                          | 「罪」                               | HIGH and MIGHTY COLOR | HIGH and MIGHTY COLOR | 4:42 |
| 8.                                          | 「リアルワールド」                   | HIGH and MIGHTY COLOR | HIGH and MIGHTY COLOR | 4:07 |
| 9.                                          | 「A PLACE TO GO」                    | HIGH and MIGHTY COLOR | HIGH and MIGHTY COLOR | 4:19 |
| 10.                                         | 「STYLE 〜get glory in this hand〜」 | HIGH and MIGHTY COLOR | HIGH and MIGHTY COLOR | 4:14 |
| 11.                                         | 「パールシャドウ」                   | HIGH and MIGHTY COLOR | HIGH and MIGHTY COLOR | 4:31 |
| 12.                                         | 「黒アゲハ舞う丘」                   | HIGH and MIGHTY COLOR | HIGH and MIGHTY COLOR | 4:10 |
| 13.                                         | 「星空に降る雪」                     | HIGH and MIGHTY COLOR | HIGH and MIGHTY COLOR | 4:06 |
| 14.                                         | 「ガーデン オブ MY ハート」          | HIGH and MIGHTY COLOR | HIGH and MIGHTY COLOR | 4:15 |
| 合計時間:                                   | 合計時間:                            | 60:33                 |                       |      |

### 楽曲解説
「一輪の花」
6thシングル。
テレビ東京系アニメ『BLEACH』のオープニングテーマ。
ソニー・コンピュータエンタテインメント・PS2専用ゲームソフト『BLEACH 〜放たれし野望〜』主題歌。
セガ・DS専用ゲームソフト『BLEACH DS 蒼天に駆ける運命』の主題歌。
「for Dear...」
歌詞は、「別れ」がテーマとなっている。
「"Here I am"」
マーキーが在籍していた4作のアルバム作品の中で唯一のアルバムリードトラックとなる楽曲であり、ミュージック・ビデオも製作されている。ミュージック・ビデオに出演しているエキストラは、ファンクラブにて募集していた。この映像は、マーキー脱退後に発売されたライブDVD『LIVE BEE LOUD 〜THANKS GIVING〜』の特典映像に収録されている。
作曲はmACKAzが担当。
「宝石の涙」
歌詞は、マーキーが「わがままな夢追い人」について書いた詞となっている。
「水玉ラムネ」
マーキー作詞。
『A&W』グリルチキンサンド・チキンサラダサンド CMソング（沖縄県のみ）。
CS ディズニーチャンネルアニメ『GET ED』エンディングテーマ曲。
このアルバムの発売前に行われたワンマンツアーで、新曲「ラムネ」として発表されていた。
「背徳の情熱」
歌詞のテーマは「憎愛」。楽曲の冒頭にシタールが使われている。
後に発売される『DIVE into YOURSELF』に、リミックス版が収録されている。
「罪」
マーキー作詞。
ワーナー・ブラザース・映画『SPIRIT』エンディングテーマ。
作曲はMEGが担当した。
「リアルワールド」
戦争がテーマであり、彼らの地元沖縄県が舞台になっている。
「A PLACE TO GO」
かなり前からあった曲であり、アレンジしなおされている。
テーマは、突き抜ける"爽快感"。
「STYLE 〜get glory in this hand〜」
5thシングル。
スパイク・PS2専用ゲームソフト『忍道 戒』イメージソング。
「パールシャドウ」
作曲はカズトが担当した。
mACKAz曰く「聞き所はカズトによるタッピング」。
「黒アゲハ舞う丘」
マーキー曰く「お金や欲望に群がる人たち」に書いた歌詞になっている。
「星空に降る雪」
ユウスケが元のメロディを作った楽曲である。
「ガーデン オブ MY ハート」
日本テレビ系スポーツニュース番組『スポんちゅ』第2期エンディングテーマ。
歌詞はマーキーが何も考えず日記のように書かれた。
MEGは、普段使用している7弦ではなく、6弦を使用している。